# Ментке (Вармінсько-Мазурське воєводство)
Ментке (пол. Miętkie, нім. Mingfen) — село в Польщі, у гміні Дзьвежути Щиценського повіту Вармінсько-Мазурського воєводства.
Населення — 357 осіб (2011).

## Демографія
Демографічна структура станом на 31 березня 2011 року:
|          | Загалом | Допрацездатний вік | Працездатний вік | Постпрацездатний вік |
| -------- | ------- | ------------------ | ---------------- | -------------------- |
| Чоловіки | 177     | 43                 | 118              | 16                   |
| Жінки    | 180     | 41                 | 96               | 43                   |
| Разом    | 357     | 84                 | 214              | 59                   |